# Sasaki no Yoshitsune

Sasaki no Yoshitsune (Sasaki no Noritsune, 1000-1058). Foi um Kugyō (nobre) do período Heian da história do Japão. Foi também um Bushō (Comandante Militar). Filho mais velho de Minamoto no Nariyori .
| Precedido por Minamoto no Nariyori | -- 2º Líder do Clã Sasaki 1003 - 1058 | Sucedido por Sasaki Tsunekata |